# Joaquín José Marín Ruiz
Joaquín José Marín Ruiz (Fernán Núñez, Còrdova, 24 de setembre de 1989), més conegut com a Quini, és un futbolista professional andalús que juga com a defensa central per l'APS Atromitos.

## Carrera futbolística
Quini va jugar els seus primers anys sènior en el futbol aficionat, jugant com a davanter. La temporada 2011–12 va debutar com a professional, a la Segona divisió B, jugant regularment pel club local Lucena CF, jugant ja com a migcampista.
El 12 de juny de 2012, Quini va ingressar al Reial Madrid Castella de la segona divisió, amb un contracte per dos anys. Hi va debutar el 25 d'agost, jugant deu minuts en una victòria per 3–2 a casa contra el FC Barcelona B. Fou reconvertit amb èxit a defensa per l'entrenador Manolo Díaz, durant la temporada 2013–14.
L'11 de juny de 2014, Quini va signar un contracte per tres anys amb el club Rayo Vallecano de La Liga. Va jugar el seu primer partit a la màxima categoria el 25 d'agost, disputant els 90 minuts en un empat 0–0 a casa contra l'Atlètic de Madrid.
Quini va fitxar pel Granada CF per tres temporades del 28 de juny de 2017, després que el seu contracte expirés. Va jugar 31 partits, amb un gol, en la temporada del retorn a primera.
Quini va estar-se la major part de la temporada 2019–20 sense jugar, a causa d'una lesió de genoll.